# Bahnhof Wiener Neudorf
Der Bahnhof Wiener Neudorf ist ein Bahnhof, der sich im Netz und Eigentum der Wiener Lokalbahnen AG (WLB) in Wiener Neudorf in Niederösterreich an der Lokalbahn Wien-Baden befindet.

## Anbindung

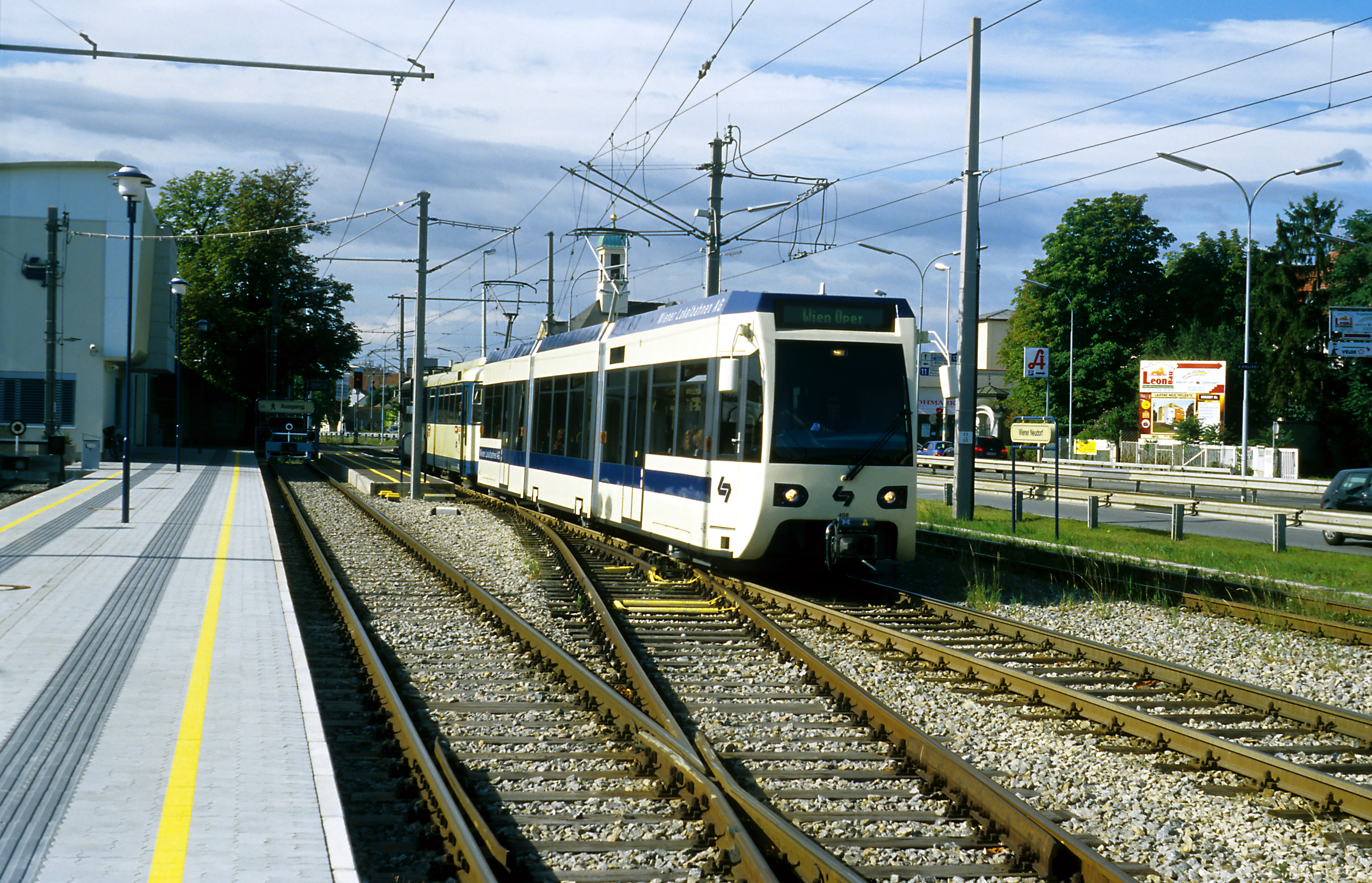
Moderne Niederflurbahn im Bahnhof Wiener Neudorf

Der Bahnhof wird durch die Lokalbahn Wien-Baden, die sogenannte „Badner Bahn“, bedient, welche auf der Route Wien Oper – Wien Meidling – SCS – Guntramsdorf – Baden bei Wien verkehrt. Die Stadtbuslinien 61A und 61B verkehren tagsüber ebenfalls am Bahnhof.
Zur Stoßzeit endet jeder zweite Lokalbahnzug aus Richtung Wien Oper kommend bereits in Wiener Neudorf und fährt zurück nach Wien, da dieser Abschnitt der Lokalbahn eine höhere Fahrgastzahl aufweist.

## Anschluss an andere Verkehrsmittel
Es verkehren Regionalbusse am Bahnhof.
| Linie | Verlauf | Intervall | Betreiber       |
| ----- | --- | --------- | --------------- |
| 303   | Oper – Karlsplatz – Matzleinsdorfer Platz – Meidling – Inzersdorf – Neu Erlaa – Vösendorf-Siebenhirten – Shopping City Süd – Maria Enzersdorf – Wiener Neudorf - Baden Landesspital – Bahnhof Baden – Baden Josefsplatz | 60 Min    | Dr. Richard WLB |

## Betrieb

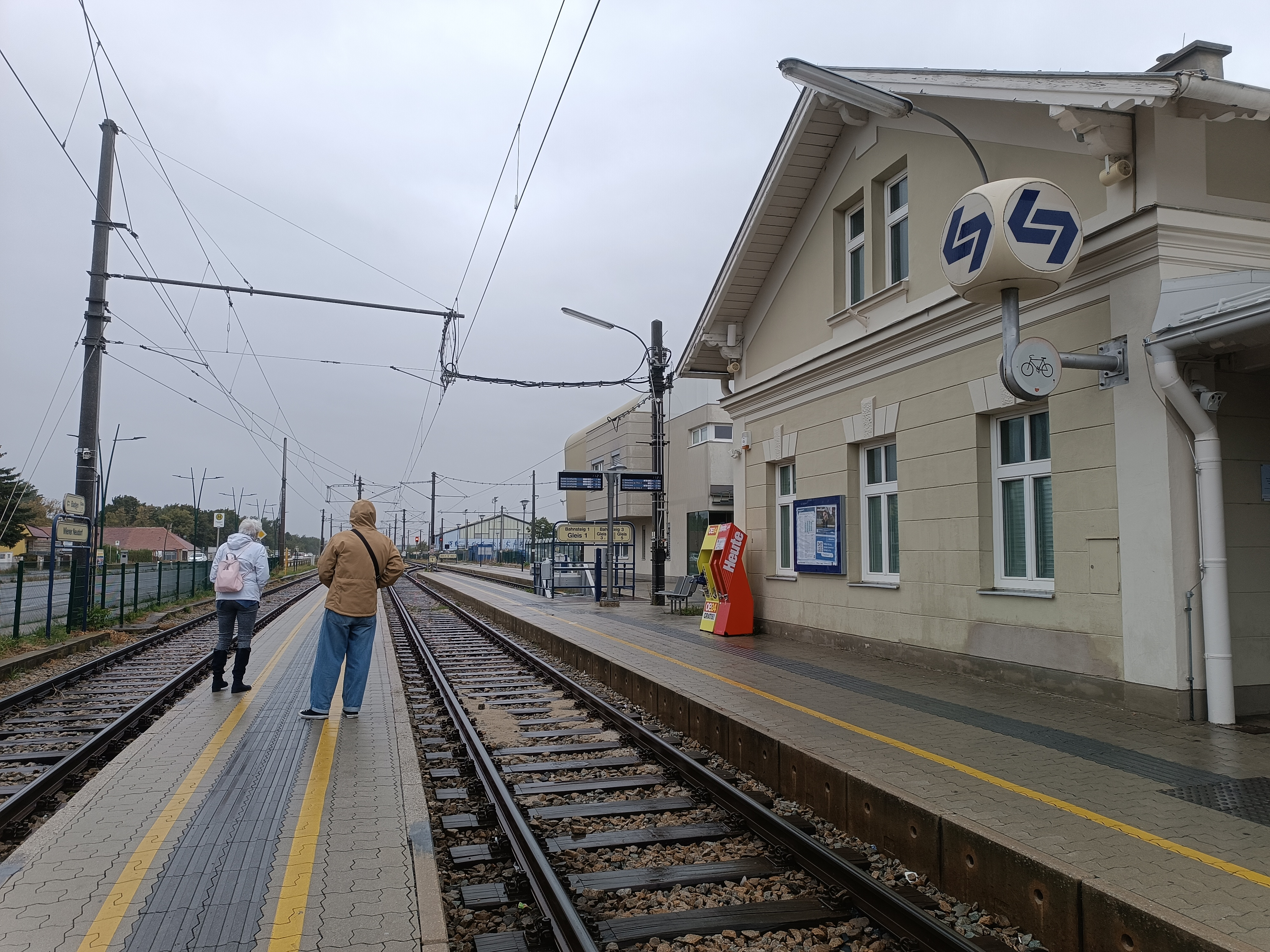
Das Bahnhofshaus mit gut erkennbarem Symbol der Wiener Lokalbahnen AG

Im Bahnhofsgebäude befinden sich Diensträume der Wiener Lokalbahnen AG und ein Warteraum. In der Vergangenheit gab es einen mit Personal besetzten Fahrkartenschalter, der aber geschlossen und durch einen Fahrkartenautomaten ersetzt wurde.
Der Bahnhof ist teilweise barrierefrei, Der Zugang zu den Lokalbahnen erfolgt ohne Passieren von Stiegen, es existieren ein Blindenleitsystem und akustische Ansagen.